# 벨에어 (로스앤젤레스)

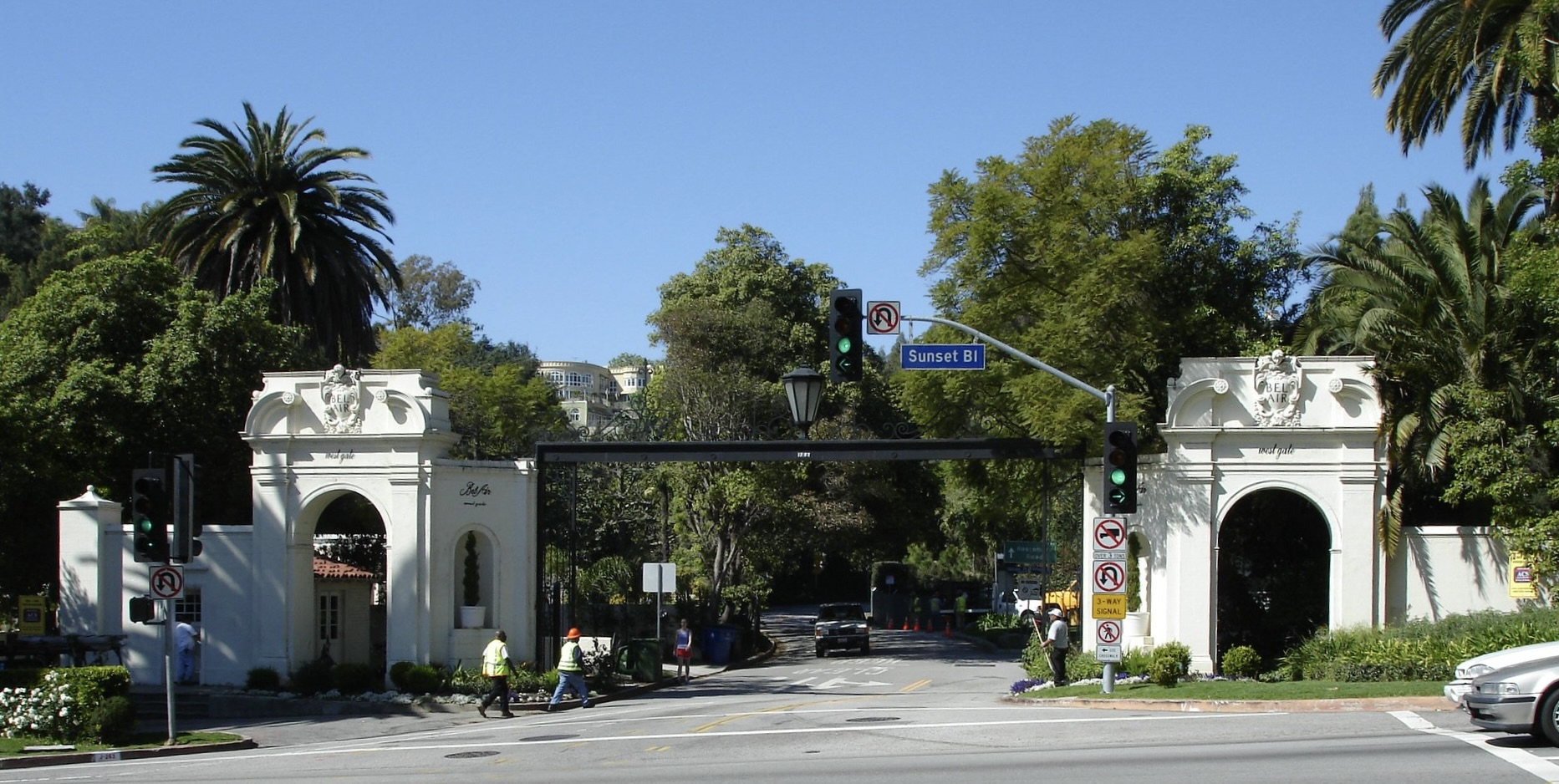

벨에어(Bel-Air)는 미국 캘리포니아주 로스앤젤레스 서부에 있는 부촌이다.